# 경성한인기자대표이등박문조례단
경성한인기자대표이등박문조례단(京城韓人記者代表伊藤博文弔禮團)은 1909년에 도쿄에서 거행된 이토 히로부미의 장례식에 파견된 한성부의 신문기자 대표단이다.
1909년 10월 26일에 이토가 안중근의 저격으로 사망하자, 일본 정부는 국장으로 장례식을 치른다고 발표했다. 이 무렵 통감부에서는 대한협회와 서북학회를 일본에 반대하는 단체로 지목해 주시하고 있었기 때문에, 서북학회 회장이며 대한협회 회원이기도 한 정운복이 이러한 의심을 누그러뜨리기 위해 이토의 장례식에 참가하기로 했다.
이때는 일진회와 대한협회, 서북학회가 삼파연합을 추진하고 있던 시기였고, 정운복은 서북학회 회장 자격으로 참여하고 있었다. 따라서 이 조문단은 한일 병합 조약 체결을 앞두고 이해관계가 엇갈리던 당시의 정치적 상황을 비롯하여 삼파연합을 중심으로 한 사회단체들의 움직임과 밀접한 관련이 있다.
대표로는 제국신문 사장인 정운복과 국민신보 기자 김환이 파견되었다. 김환은 국민신보 기자 자격으로 참여했으나, 일진회 회원이면서 삼파연합에 정견협정위원으로 가담하고 있던 인물이다. 일진회는 이미 부회장 홍긍섭과 평의원 장동환을 공식 대표로 장례식에 파견한 상태라 김환을 내세운 것이었다. 정운복과 김환은 11월 1일에 서울을 출발하여 도쿄로 떠났고, 11월 4일의 장례식에 참가하고 돌아왔다.

## 참고자료
- 친일인명사전편찬위원회 (2004년 12월 27일). 《일제협력단체사전 - 국내 중앙편》. 서울: 민족문제연구소. 65-66쪽쪽. ISBN 8995330724.